# Marcel Mennesson
Marcel Louis Mennesson (Villeneuve-sous-Dammartin, 30 aprile 1884 – Parigi, 18 aprile 1976) è stato un ingegnere e inventore francese, cofondatore della Solex e noto per l'invenzione del VéloSoleX e del micrometro pneumatico.

## Biografia
Marcel Louis Mennesson nacque a Villeneuve-sous-Dammartin il 30 aprile 1884, da Charles Victor, meccanico, e Josephine Natalie Pauline Volet.
Mennesson, capace in matematica, fu ammesso alla Scuola centrale di Parigi nel 1902 e vi si laureò nel 1905. 
Nell'ottobre 1906, insieme coll'amico Maurice Goudard, conosciuto durante gli studi, fondò la società Goudard & Mennesson (antenata della Solex), per produrre il radiatore centrifugo inventato nello stesso anno da Goudard.
Scoppiata la prima guerra mondiale, fu mobilitato come sottotenente e, dopo un anno, fu promosso capitano aggiunto al capitano direttore dell'approvvigionamento delle formazioni motorizzate, nella sezione di trasporto materiali № 509.
Smobilitato, Mennesson ritornò alla Solex, che ormai si era decisamente convertita alla produzione di carburatori, dove occupò il posto di amministratore delegato e, in seguito, di direttore tecnico. Risolta la crisi in cui la Solex versava nell'immediato dopoguerra, si dedicò alle relazioni con l'estero, seguendo le installazioni delle filiali di Londra, Berlino e Torino, oltre che la collaborazione con la Ford, che si sarebbe protratta oltre la seconda guerra mondiale.
Nel 1932 preparò una comunicazione all'Accademia francese delle scienze sul suo micrometro pneumatico, capace di apprezzare, misurando la variazione di un flusso d'aria con un manometro ad acqua, il micron. L'apparecchio così ideato consentiva alla Solex di montare sui suoi carburatori ugelli calibrati molto precisamente. L'idea si può già vedere, in stato embrionale, in un brevetto di due anni prima, in cui si proponeva un metodo per valutare le perdite di pressione in camere a volume variabile. Negli anni Cinquanta, il comparatore del miglior micrometro Solex aveva un'incertezza nelle misure del decimo di micron, che è pari a quella che tuttora hanno i micrometri pneumatici.
Sebbene occupasse posti di rilievo, Mennesson, finché gli fu possibile, non rinunciò mai alla sua presenza in fabbrica, vicino al personale, da cui si guadagnò rispetto, stima e il soprannome di "l'homme du tas".
Morto a Parigi il 18 aprile 1976, è stato sepolto nella tomba di famiglia nel suo paese natale.